# مشقارر (المهرة)

تعديل مصدري - تعديل

مشقارر هي إحدى قرى عزلة حبروت بمديرية شحن التابعة لمحافظة المهرة، بلغ تعداد سكانها 208 نسمة حسب تعداد اليمن لعام 2004.